# George M. Davison

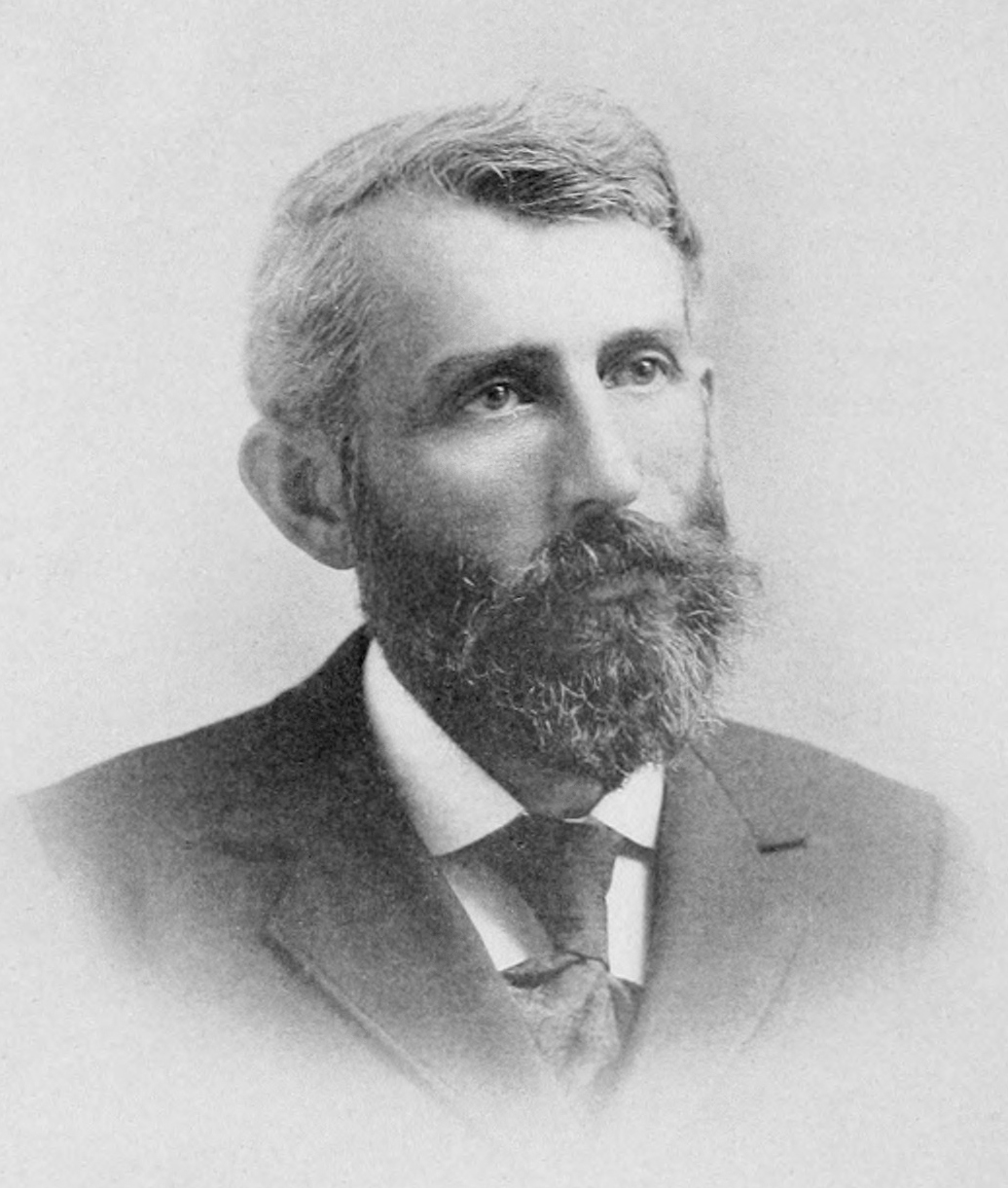
George M. Davison

George Mosby Davison (* 23. März 1855 in Stanford, Lincoln County, Kentucky; † 18. Dezember 1912 ebenda) war ein US-amerikanischer Politiker. Zwischen 1897 und 1899 vertrat er den Bundesstaat Kentucky im US-Repräsentantenhaus.

## Werdegang
George Davison besuchte die öffentlichen Schulen seiner Heimat sowie die Stanford Academy und die Meyers Academy. Nach einem anschließenden Jurastudium und seiner 1879 erfolgten Zulassung als Rechtsanwalt begann er in Stanford in diesem Beruf zu arbeiten. Zwischen 1885 und 1889 war er Steuereinnehmer im sechsten Finanzbezirk von Kentucky; von 1886 bis 1893 arbeitete er im Auftrag des Bezirksgerichts im Lincoln County. An diesem Gericht war er zwischen 1894 und 1896 als Richter tätig.
Politisch wurde Davison Mitglied der Republikanischen Partei. Zwischen 1886 und 1888 saß er als Abgeordneter im Repräsentantenhaus von Kentucky. Bei den Kongresswahlen des Jahres 1896 wurde er im achten Wahlbezirk von Kentucky in das US-Repräsentantenhaus in Washington, D.C. gewählt, wo er am 4. März 1897 die Nachfolge des Demokraten James B. McCreary antrat. Da er bei den Wahlen des Jahres 1898 gegen George G. Gilbert verlor, konnte er bis zum 3. März 1899 nur eine Legislaturperiode im Kongress absolvieren. In diese Zeit fiel der Spanisch-Amerikanische Krieg.
Nach seinem Ausscheiden aus dem US-Repräsentantenhaus praktizierte George Davison zunächst wieder als Anwalt. Zwischen 1900 und 1910 war er stellvertretender Bundesstaatsanwalt für den östlichen Bereich des Staates Kentucky. Danach zog er sich in den Ruhestand zurück. Er starb am 18. Dezember 1912 in seinem Heimatort Stanford.